# Carole Delga

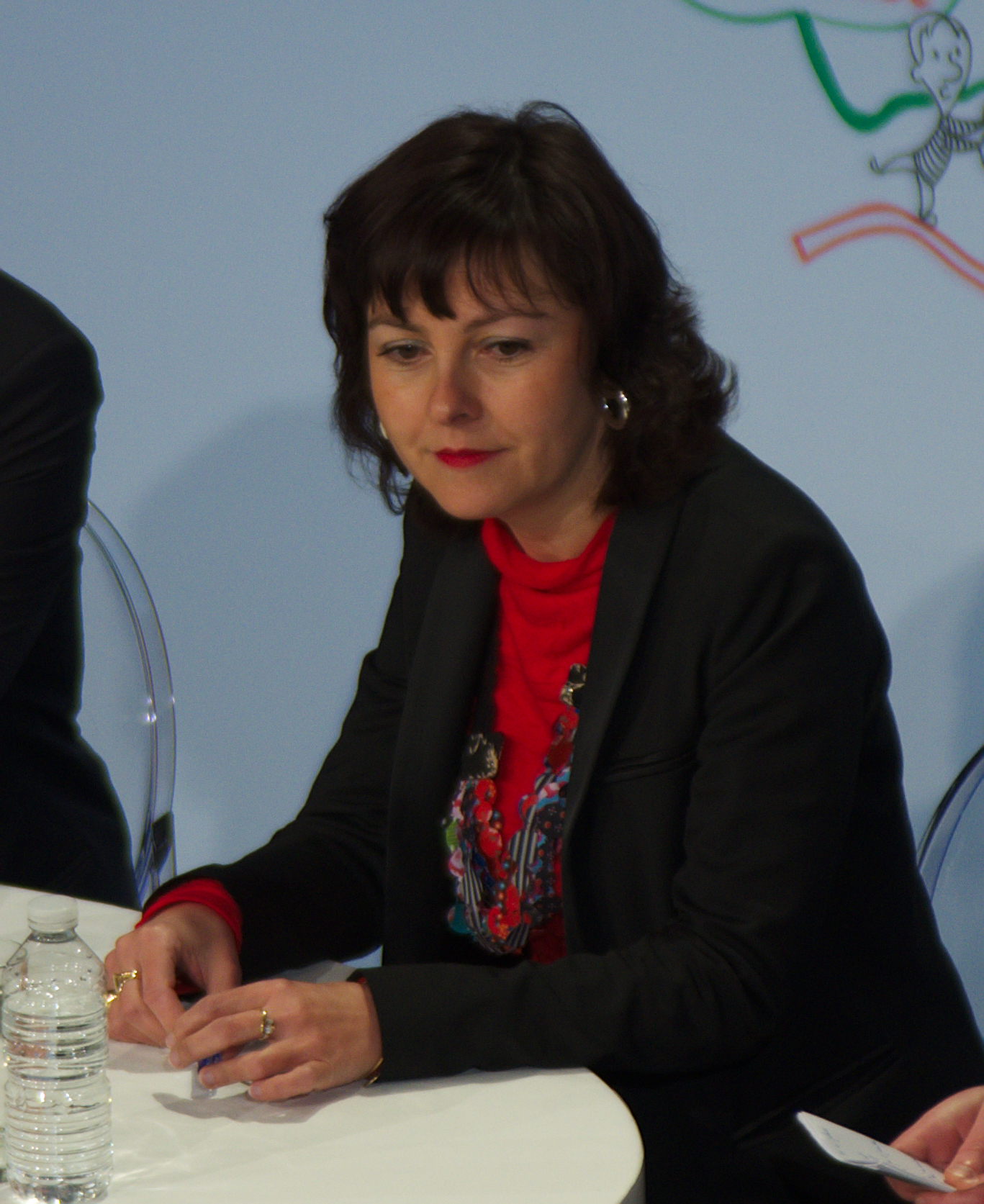
Carole Delga, 2013

Carole Delga (* 19. August 1971 in Toulouse) ist eine französische Politikerin der Parti socialiste. Seit 2016 ist sie Präsidentin des Regionalrates von Okzitanien.

## Leben und Politik
Delga studierte Rechts- und Wirtschaftswissenschaften an den Universitäten Toulouse und Pau.
Ihr erstes politisches Amt erlangte sie im Jahr 2008 als Bürgermeisterin von Martres-Tolosane. 2010 wurde sie zur Vizepräsidentin der Region Midi-Pyrénées gewählt. Danach wurde Delga zur Abgeordneten des achten Wahlkreises des Département Haute-Garonne gewählt, bevor sie im Juni 2014 in die nationale Politik ging und  als Staatssekretärin für Handel, Handwerk, Verbraucherangelegenheiten und soziale Ökonomie im Kabinett Valls II amtierte.
Am 17. Juni 2015 schied sie aus diesem auf freiwilligen Wunsch hin aus, um politisch nach Okzitanien zurückzukehren. Bei den Regionalwahlen in Frankreich 2015 wurde Delga zur Präsidentin des Regionalrates von Okzitanien gewählt. 2021 wurde sie bei den Regionalwahlen mit fast 58 % der Stimmen wiedergewählt. Am 2. Juli wählte der Regionalrat sie in ihre zweite Amtszeit. Bei der als Formalakt durchgeführten Abstimmung erhielt Delga 109 Stimmen, während ihr Herausforderer Jean-Paul Garraud (Rassemblement National) 28 Stimmen erhielt.

### Politische Positionen
Delga spricht sich für ein Verbot der Identitären Bewegung aus. Bei der Präsidentschaftswahl in Frankreich 2017 unterstützte sie Manuel Valls, der Benoît Hamon in den Vorwahlen der sozialistischen Partei unterlag.